# میران (افغانستان)
میران (به لاتین: Miran) یک منطقهٔ مسکونی در افغانستان است که در ولسوالی دایمیرداد واقع شده‌است. میران ۲٬۷۶۰ نفر جمعیت دارد و ۲٬۸۱۲ متر بالاتر از سطح دریا واقع شده‌است.